# 元兴 (东汉)
元兴（105年四月-十二月）是东汉和帝刘肇的第二个年号，也是他的最后一个年号。汉朝使用这个年号时间共計9个月。
永元十七年四月庚午（105年5月），改元元兴。
元兴元年十二月（106年2月13日）汉殇帝即位沿用，次年正月初一（106年2月21日）改元延平。

## 纪年
| 元兴 | 元年  |
| ---- | ----- |
| 公元 | 105年 |
| 干支 | 乙巳  |

## 参看
- 中国年号列表
- 其他时期使用的元兴年号